# Байденфлет
Байденфлет (нем. Beidenfleth) — коммуна в Германии, в земле Шлезвиг-Гольштейн.
Входит в состав района Штайнбург. Подчиняется управлению Вильстермарш. Население составляет 883 человека (на 31 декабря 2010 года). Занимает площадь 13,57 км².